# Неми песник
Неми песник је српска музичка група из Новог Сада. Жанровски се најчешће сврстава у алтернативни рок и поп рок.

## Историја
Група је основана у фебруару 2018. године. Песма Колико си луда изабрана је за хит 2020. године на Радио Београду 202, у емисији Хит 202.

## Чланови

### Садашњи
- Милан Марковић — вокал
- Марко Алексић — гитара
- Алексеј Виславски — гитара
- Никола Борчић — бас-гитара
- Бранко Лозо — бубањ

### Бивши
- Саша Игњатовић — гитара
- Бранко Бошковић — бубањ

## Дискографија

### Студијски албуми
- Слободна воља (2021)
- Има ли од јутрос нешто ново? (2024)

## Награде и номинације
| Година | Категорија   | Номиновано дело | Исход      | Изв.  |
| ------ | ------------ | --------------- | ---------- | ----- |
| 2024.  | Главна улога | Тренер живота   | Номинација | [ 3 ] |